# 데이포보스
데이포보스(그리스어: Δηίφοβος)는 그리스 신화에서 트로이의 왕자였다. 트로이의 왕 프리아모스와 왕비 헤카베의 아들로 헥토르, 파리스의 동생이다.
그는 트로이 전쟁에서 그리스군이 함대 근처에 방벽을 세우자 동생 헬레노스, 아시오스와 함께 세 번째 부대를 지휘했다. 그는 아이네이아스를 전투에 참가하게 응원했고 크레타의 이도메네우스와 일전을 벌였고, 그리스의 장수인 아스칼라포스를 창으로 죽이고 그의 투구를 뺏었는데 이를 막으려는 메리오네스의 칼에 팔을 베어 부상당했다.
나중에 아킬레우스가 파트로클로스의 죽음에 분노하여 트로이 성벽으로 와서 헥토르와 일전을 벌일 때, 달아나는 헥토르에게 아테나 여신은 데이포보스의 모습으로 변신해서 헥토르에게 달아나지 말고 맞서 싸우라고 조언한다. 헥토르는 동생 데이포보스가 자신을 도와주러 온 것으로 믿고 아킬레우스와 맞서 싸웠다. 헥토르가 아킬레우스에게 던진 창이 방패를 맞고 퉁겨나가자 헥토르는 데이포보스에게 창을 달라고 했는데, 이미 사라져 버리고 없었다. 이때 헥토르는 신들이 자신을 버린 것을 알아차리고 절망했고 결국 아킬레우스의 손에 죽었다.
일설에는 데이포보스와 파리스는 동생 폴릭세나를 미끼로 아킬레우스를 유인해 그를 죽여버렸다고 한다. 파리스가 죽은 후 데이보포스는 헬레노스 같은 다른 형제들을 제치고, 형수인 헬레네를 보상으로 받았다고도 하며 일설에는 강제로 결혼했다고도 한다.
트로이가 함락될 때 데이포보스는 메넬라오스에 의해 죽었으며 메넬라오스와 칼싸움을 하다가 사지가 잘렸다고 한다. 일설에는 헬레네 자신이 데이포보스를 꽃병으로 데이포보스의 머리를 쳐 죽였다고도 하는데, 그녀는 데이포보스를 전혀 사랑하지 않았고 차라리 메넬라오스에게 돌아가고 싶어 했다.
데이포보스는 베르길리우스의 아이네이스에도 등장하는데, 저승에서 아이네이아스에게 나타나 헬레네가 자신을 배신하고 자신이 죽게 된 경위를 이야기하며, 그리스인에게 복수를 맹세하는 장면이 나온다.